# Aragon-vár
Az Aragon-vár (olaszul Castello Aragonese) egy középkori vár Olaszországban, Ischia szigetén, a Nápolyi-öböl északi végén.
A vár egy vulkanikus sziklára épült. Az első erődítményt i.e. 474-ben a szirakuzai I. Hérón építtette az ellenséges flották figyelésére. A kis szigetnek viharos történelme volt: görögök, rómaiak, vizigótok, vandálok, arabok, normannok és mások foglalták el az évszázadok során. 1441-ben V. Alfonz aragóniai király a korábbi fahíd helyett egy kőhíddal köttette össze a sziklát és a szigetet. V. Alfonz megerősítette a vár falait a kalózok elleni védekezés részeként. 1700 körül közel 2000 család élt a szigeten. A szigeten 13 templom található. 1809-ben az angolok elfoglalták a várat és szinte a földig rombolták. 1912-ben magánkézbe került a sziget és jelenleg Ischia egyik leglátogatottabb építménye. A vár megközelíthető egy alagúton át, vagy lifttel. Az Assunta-katedrálist 1737-ben építették egy kisebb kápolna helyére és 1806-ban a Konvent bezáratta a klarisszák működésével együtt. 